# 넘버 23
《넘버 23》(영어: The Number 23)은 2007년 공개된 미국의 스릴러 영화이다.

## 줄거리
월터 스패로우의 생일(2월 3일)에 그의 아내 아가사는 그에게 톱시 크레츠의 책 《넘버 23》을 생일 선물로 준다. 월터는 책을 읽기 시작하고 자신과 주인공인 형사 "핑거링" 사이에 유사점을 발견한다. 핑거링은 23 수수께끼에 사로잡혀 있는데, 이는 모든 사건이 숫자 23과 연결되어 있다는 생각이다. 월터도 이 숫자에 사로잡혀 책의 저자에 대한 미스터리를 밝히려고 하지만 어떤 정보도 찾을 수 없다. 월터의 아들 로빈도 이 수수께끼에 관심을 보이지만 아가사는 이를 미신으로 치부한다.
책에서 핑거링은 그의 연인 파브리치아가 바람을 피우고 있다는 것을 발견하고 그녀를 칼로 찔러 죽인다. 경찰은 그녀의 연인을 체포하는데, 그는 시체를 발견하고 살인 도구를 집어 들었으며, 그것이 일종의 성적 역할극이라고 생각했기 때문이다. 핑거링은 호텔 발코니에서 뛰어내려 자살을 준비하고, 책은 갑자기 끝난다. 월터는 나중에 시신이 발견되지 않았고 파브리치아의 죽음과 유사한 살인 사건의 피해자인 로라 톨린스에 대해 알게 된다. 월터는 로라의 살인죄로 투옥된 카일 플린치가 책을 썼다고 믿는다. 감옥에서 월터는 플린치를 방문하지만, 플린치는 로라를 죽이거나 책을 쓴 것을 부인한다.
로빈은 책 속에 숨겨진 주소를 발견하고 그들이 책의 진정한 저자를 찾아낼 수 있기를 바란다. 월터가 시리우스 리어리 박사라는 그 남자를 대면하자, 그는 자신의 목을 베어 자살한다. 죽기 전에 리어리는 아가사에게 자신이 일했던 현재는 버려진 정신병원으로 가라고 말한다. 병원에서 아가사는 월터의 이름이 적힌 상자를 발견한다. 월터는 책에서 로라의 시신 위치를 알려주는 코드를 발견한다. 월터와 로빈은 해골을 찾지만, 경찰과 함께 돌아왔을 때 해골은 사라지고 없다. 아가사가 손에 묻은 진흙을 씻는 것을 본 월터는 아가사가 해골을 옮겼음을 인정한다. 월터는 아가사가 톱시 크레츠라고 비난한다. 그러나 아가사는 월터가 실제로 책을 쓴 사람이라고 말한다.
아가사는 월터에게 그의 이름이 적힌 병원 상자를 보여준다. 그 안에서 월터는 책을 쓰는 데 사용했던 자료들을 보고 억압된 기억이 번개처럼 스쳐 지나간다. 책 속 호텔의 23호실에서 월터는 벽지 아래에 낙서된 책의 마지막 장을 발견한다. 월터는 예전에 23 수수께끼에 사로잡혀 있었는데, 이는 그의 아버지를 자살로 몰고 갔기 때문이다. 그는 또한 로라와 관계가 있었고, 로라는 그를 플린치 때문에 떠났으며, 그 결과 그는 그녀를 죽였다. 플린치가 살인죄로 감옥에 간 후, 월터는 방에서 이 책을 정교한 유서로 썼고, 그의 고백 세부 사항을 미친 환상으로 바꾸었다. 월터는 그 후 발코니에서 뛰어내렸지만 살아남았다. 그로 인한 뇌 손상으로 그는 기억상실에 걸렸고, 회복을 위해 병원으로 보내졌으며, 퇴원 후 아가사를 만났다. 월터의 의사 중 한 명인 리어리 박사는 책을 읽고 숫자에 사로잡혀 결국 톱시 크레츠라는 이름으로 책을 출판했다.
아가사가 도착하여 월터에게 그가 변했기 때문에 자신이 해골을 숨겼다고 말한다. 다시 살인을 저지를 것이라고 확신한 월터는 버스 길로 뛰어들어 자살을 시도한다. 그러나 월터는 로빈이 자신처럼 아버지를 잃는 것을 원치 않아 실행하지 않고, 23은 단지 숫자일 뿐이라고 외친다. 월터는 로라 살인죄로 경찰에 자수한다. 선고를 기다리는 동안 그의 변호사는 그가 자백했기 때문에 판사가 관대하게 대할 것이라고 말한다. 월터는 이것이 가장 행복한 결말은 아니지만 올바른 결말이며, 감옥에서 풀려나면 가족에게 모든 것이 정상으로 돌아올 것이라는 희망을 표현한다. 로라의 시신은 묘지에 안치되고, 플린치는 감옥에서 풀려나 평화를 찾은 채 그 자리에 있다.
크레딧은 성경 구절(민수기 32:23)로 시작하며 다음과 같이 적혀 있다. "너희 죄가 반드시 너희를 찾아낼 줄 알라"

## 출연

### 주연
- 짐 캐리
- 버지니아 매드슨

### 조연
- 로건 레먼
- 대니 휴스턴
- 린 콜린스
- 로나 미트라
- 미셀 아서
- 마크 펠레그리노
- 폴 버처
- 데이빗 스티펠
- 코리 스톨
- 에드 로터

## 기타
- 미술: 앤드류 로스
- 의상: 다니엘 올랜디
- 배역: 말리 핀